# 45 cm - or love as a symbolic communication medium
45 cm - or love as a symbolic communication medium er en eksperimenterende kortfilm fra 2007 instrueret af Charlotte Sieling og Annette K. Olesen efter deres eget manuskript.

## Handling
»45 cm« er en eksperimentalfilm om det rum et menneske har omkring sig. Den zone, som sikrer følelsen af personligt territorium. Enhver betydningsfuld kontakt med et andet menneske fordrer en overskridelse af de 45 cm. Overskridelsen kan føles provokerende, voldelig, kærlig og/eller nødvendig. Og den indebærer altid en blottelse og en risiko for at blive invaderet, intimideret - og/eller elsket.